# Australodelphis
Australodelphis mirus — викопний пліоценовий дельфін. A. mirus відомий зі скам'янілостей, знайдених у формації Сьорсдал, півострові Мул, пагорбах Вестфолд, Східна Антарктида. Рід був описаний як приклад конвергентної еволюції з дзьобастими китами.